# Cymbopogon procerus
Cymbopogon procerus là một loài thực vật có hoa trong họ Hòa thảo. Loài này được (R.Br.) Domin mô tả khoa học đầu tiên năm 1915.